# Saana Koivisto
Saana Koivisto (* 12. Oktober 1996 in Löwen) ist eine finnische Schauspielerin.

## Biografie
Koivisto wurde am 12. Oktober 1996 in Löwen geboren. Ihr Debüt gab sie 2012 in der Fernsehserie Uusi päivä. 2015 schloss sie ihr Studium an der Tampereen yhteiskoulun lukio ab. Unter anderem wurde Koivisto 2017 für die Serie Karma gecastet. Zudem trat sie 2019 in der Serie Suden hetki auf. 2021 setzte sie ihr Studium an der Theaterakademie Helsinki fort. Außerdem bekam Koivisto 2022 in dem Film Koputus die Hauptrolle.

## Filmografie
Filme
- 2019: Elvis & Onerva
- 2020: Helene
- 2022: The Knocking (Koputus)

Serien
- 2012: Uusi päivä
- 2017: Karma
- 2018: HasBeen
- 2019: Suden hetki
- 2019: Hiljaisten palvelijat
- 2020: Downshiftaajat
- 2021: Die Schlange (The Serpent)
- 2021: Kullannuput
- 2022: Koskinen
- 2022: Pysäyttäkää Nyqvist
- seit 2022: Alle Sünden (Kaikki synnit)